# エバークリーン
エバークリーン株式会社は東京都千代田区に本社を置き、再生油製造販売や産業廃棄物の収集運搬及びリサイクルを営む企業。

## 沿革
- 1973年 - 千葉県野田市に関東汚泥処理センターを設立
- 1978年 - 株式会社関東汚泥処理センターを設立
- 1984年 - 社名を関東オイル株式会社と改称
- 1998年 - 社名を関東環境サービス株式会社と改称
- 2003年 - 社名をエバークリーン株式会社と改称

## 事件・事故
- 埼玉県の許可[1]を受けず埼玉県加須市の同社所有地に、福島県を含む東北と関東の自動車洗車場から収集、脱水した汚泥約500トンを一時保管していた。野田市の同社事業場への返送完了後に検査を行ったところ、汚泥から1キログラム当たり最大7190ベクレルの放射性セシウムが検出された[2]。
- 2013年11月15日に野田市の同社廃油リサイクルセンターで爆発事故が発生し、従業員2人が死亡、13名が負傷。付近の別の会社の従業員3名も負傷した。